# MoonShell
MoonShell是由日本软件达人Moonlight开发的在任天堂NDS上可用的多媒体播放软件，主要功能包括：音乐播放、视频播放、图片浏览、电子书阅读等。它可以播放其专用的DPG格式，支持视频全屏播放，最新版还支持支持Dpg2格式。
软件也可播放MP3/OGG/MOD/SPC/MDX（非PCM）/GBS/HES/NSF/XM/MIDI／低碼率AAC音頻，非漸進JPEG/BMP/GIF/PNG圖像和文字檔案。MoonShell最高可播放全屏20fps／寬屏24fps及32.768千赫Hz聯合立體聲的影片。兩屏幕都可使用，下屏幕更可以選擇文件和控制。綜合插件系統提供的可擴展性的程序的功能。須要添加功能只須插件的文件僅僅是複製到相應的文件夾。
MoonShell被N-Card、R4、CycloDS、AceKard、i-cheat XTRA及M3 DS列為預設的多媒體播放器。EZFlash V的閃存卡和SuperCard修改了Moonshell源代碼，令MoonShell可直接啟動NDS的檔案。MoonShell作者更和M3作者合作為M3 Real製作全面修改MoonShell源代碼的播放器，名為DSM Player。

## 外部連結
- 官方页面的存档（日語）